# Persone di nome Joan
| Questa pagina contiene informazioni ricavate automaticamente dalle voci biografiche con l'ausilio del template Bio e di un bot. L'aggiornamento è periodico e automatico e ricostruisce completamente la pagina. Se manca una persona in questa lista, sei pregato di non aggiungerla, ma accertati piuttosto che la sua voce biografica contenga il template Bio e che i dati anagrafici siano correttamente compilati. Se il template Bio manca, inseriscilo tu stesso o, in alternativa, metti l'avviso {{tmp\|Bio}} che ne segnala la mancanza. Se i dati riportati sono sbagliati, correggi direttamente la voce biografica; le modifiche saranno visibili in questa lista entro pochi giorni. Per chiarimenti vedi il progetto antroponimi. La lista contiene solo le 229 persone che sono citate nell'enciclopedia e per le quali è stato implementato correttamente il template Bio. Pagina aggiornata al 6 ago 2025. |

Questa è una lista di persone presenti nell'enciclopedia che hanno il nome Joan, suddivise per attività principale.

## Agenti segreti(1)
- Joan Pujol García, agente segreto spagnolo (Barcellona, n. 1912 - Caracas, † 1988)

## Allenatori di calcio(4)
- Joan Carrillo, allenatore di calcio e ex calciatore spagnolo (Monistrol de Montserrat, n. 1968)
- Joan José Nogués, allenatore di calcio e calciatore spagnolo (Borja, n. 1909 - Palma di Maiorca, † 1998)
- Joan Francesc Ferrer Sicilia, allenatore di calcio e ex calciatore spagnolo (Vilassar de Mar, n. 1970)
- Joan Verdú, allenatore di calcio e ex calciatore spagnolo (Barcellona, n. 1983)

## Allenatori di pallacanestro(2)
- Joan Peñarroya, allenatore di pallacanestro e ex cestista spagnolo (Terrassa, n. 1969)
- Joan Plaza, allenatore di pallacanestro spagnolo (Barcellona, n. 1963)

## Architetti(5)
- Joan Bassegoda, architetto, storico e saggista spagnolo (Barcellona, n. 1930 - Barcellona, † 2012)
- Joan Busquets, architetto e urbanista spagnolo (El Prat de Llobregat, n. 1946)
- Joan Martorell, architetto spagnolo (Barcellona, n. 1833 - Barcellona, † 1906)
- Joan Rubió, architetto spagnolo (Reus, n. 1871 - Barcellona, † 1952)
- Jo van der Mey, architetto e progettista olandese (Delfshaven, n. 1878 - Geulle, † 1949)

## Arciere(1)
- Joan Horan, arciera e nuotatrice irlandese (Dublino, n. 1918 - Shillelagh, † 1965)

## Arcivescovi cattolici(3)
- Joan Martí Alanis, arcivescovo cattolico spagnolo (El Milà, n. 1928 - Barcellona, † 2009)
- Joan Planellas i Barnosell, arcivescovo cattolico spagnolo (Gerona, n. 1955)
- Joan Enric Vives i Sicília, arcivescovo cattolico spagnolo (Barcellona, n. 1949)

## Artiste(1)
- Joan Mondale, artista e politica statunitense (Eugene, n. 1930 - Minneapolis, † 2014)

## Astrofisiche(1)
- Joan Feynman, astrofisica statunitense (Queens, n. 1927 - Ventura, † 2020)

## Astronaute(1)
- Joan Higginbotham, ex astronauta statunitense (Chicago, n. 1964)

## Astronomi(1)
- Joan Guarro i Fló, astronomo spagnolo

## Attiviste(2)
- Joan Halifax, attivista statunitense (n. 1942)
- Joan Trumpauer Mulholland, attivista statunitense (Washington, n. 1941)

## Attivisti(1)
- Peter Boom, attivista, cantante e attore olandese (Bloemendaal, n. 1936 - Bagnaia, † 2011)

## Attrici(32)
- Joan Allen, attrice statunitense (Rochelle, n. 1956)
- Joan Banks, attrice statunitense (Petersburg, n. 1918 - Los Angeles, † 1998)
- Joan Barclay, attrice statunitense (Minneapolis, n. 1914 - Palm Desert, † 2002)
- Joan Bennett, attrice statunitense (Fort Lee, n. 1910 - Scarsdale, † 1990)
- Joan Blackman, attrice statunitense (San Francisco, n. 1938)
- Joan Carroll, attrice statunitense (Paterson, n. 1932 - Puerto Vallarta, † 2016)
- Joan Chandler, attrice statunitense (Butler, n. 1923 - New York, † 1979)
- Joan Chen, attrice e regista cinese (Shanghai, n. 1961)
- Joan Collins, attrice e socialite britannica (Londra, n. 1933)
- Joan Copeland, attrice e doppiatrice statunitense (New York, n. 1922 - New York, † 2022)
- Joan Cusack, attrice, comica e sceneggiatrice statunitense (New York, n. 1962)
- Joan Evans, attrice statunitense (New York, n. 1934 - Henderson, † 2023)
- Joan Fontaine, attrice britannica (Tokyo, n. 1917 - Carmel-by-the-Sea, † 2013)
- Joan Greenwood, attrice britannica (Londra, n. 1921 - Londra, † 1987)
- Joan Hackett, attrice statunitense (New York, n. 1934 - Encino, † 1983)
- Joan Hickson, attrice britannica (Kingsthorpe, n. 1906 - Colchester, † 1998)
- Joan Hotchkis, attrice statunitense (Los Angeles, n. 1927 - Los Angeles, † 2022)
- Joan Leslie, attrice statunitense (Detroit, n. 1925 - Los Angeles, † 2015)
- Joan Marsh, attrice statunitense (Porterville, n. 1913 - Ojai, † 2000)
- Joan Marshall, attrice statunitense (Chicago, n. 1931 - Montego Bay, † 1992)
- Joan Meredith, attrice statunitense (Hot Springs, n. 1907 - Los Angeles, † 1980)
- Joan O'Brien, attrice e cantante statunitense (Cambridge, n. 1936 - San Antonio, † 2025)
- Joan Plowright, attrice britannica (Brigg, n. 1929 - Londra, † 2025)
- Joan Rice, attrice britannica (Derby, n. 1930 - Maidenhead, † 1997)
- Joan Rivers, attrice e comica statunitense (New York, n. 1933 - New York, † 2014)
- Joan Roberts, attrice statunitense (New York, n. 1918 - Stamford, † 2012)
- Joan Shawlee, attrice statunitense (New York, n. 1926 - Los Angeles, † 1987)
- Joan Standing, attrice inglese (Worcester, n. 1903 - Houston, † 1979)
- Joan Tetzel, attrice statunitense (New York, n. 1921 - Sussex, † 1977)
- Joan Valerie, attrice statunitense (Rhinelander, n. 1911 - Long Beach, † 1983)
- Joan Van Ark, attrice statunitense (New York, n. 1943)
- Joan Weldon, attrice e cantante statunitense (San Francisco, n. 1930 - Fort Lauderdale, † 2021)

## Aviatrici(1)
- Joan Hughes, aviatrice inglese (Newham, n. 1918 - Somerset, † 1993)

## Biochimici(1)
- Joan Oró, biochimico spagnolo (Lleida, n. 1923 - Barcellona, † 2004)

## Calciatori(24)
- Joan Barbarà, ex calciatore e allenatore di calcio spagnolo (L'Hospitalet, n. 1966)
- Joan Campins, calciatore spagnolo (Sa Pobla, n. 1995)
- Joan Capdevila, ex calciatore spagnolo (Tàrrega, n. 1978)
- Joan Castro, calciatore colombiano (Palmira, n. 1997)
- Joan Cervós, calciatore andorrano (Andorra la Vella, n. 1998)
- Joan Cruz, calciatore cileno (Santiago del Cile, n. 2003)
- Isaac Cuenca, ex calciatore spagnolo (Reus, n. 1991)
- Joan Femenías, calciatore spagnolo (Manacor, n. 1996)
- Joan Gamboa, calciatore uruguaiano (Montevideo, n. 1997)
- Joan García, calciatore spagnolo (Sallent, n. 2001)
- Joan Golobart, ex calciatore spagnolo (Barcellona, n. 1961)
- Joan González, ex calciatore spagnolo (Barcellona, n. 2002)
- Joan Sebastián Jaramillo Herrera, ex calciatore colombiano (Cali, n. 1994)
- Joan Jordán, calciatore spagnolo (Regencós, n. 1994)
- Joanet, calciatore spagnolo (Lleida, n. 1999)
- Joan Oriol, calciatore spagnolo (Cambrils, n. 1986)
- Joan Oumari, ex calciatore tedesco (Berlino, n. 1988)
- Joan Piñol, ex calciatore spagnolo (Tortosa, n. 1937)
- Joan Sastre Vanrell, calciatore spagnolo (Porreres, n. 1997)
- Joan Segarra, calciatore e allenatore di calcio spagnolo (Barcellona, n. 1927 - Taradell, † 2008)
- Joan Stojanov, calciatore bulgaro (Plovdiv, n. 2001)
- Joan Tomás, ex calciatore spagnolo (Gerona, n. 1985)
- Joan Toscano, ex calciatore andorrano (n. 1984)
- Joan Truyols, ex calciatore spagnolo (Manacor, n. 1989)

## Canottiere(1)
- Joan Lind, canottiera statunitense (n. 1952 - † 2015)

## Cantanti(3)
- Joan Armatrading, cantante, chitarrista e compositrice britannica (Basseterre, n. 1950)
- Joan Jett, cantante, chitarrista e attrice statunitense (Filadelfia, n. 1958)
- Joan Manuel Serrat, cantante, chitarrista e compositore spagnolo (Barcellona, n. 1943)

## Cantautrici(3)
- Joan Baez, cantautrice e attivista statunitense (New York, n. 1941)
- Joan Osborne, cantautrice statunitense (Louisville, n. 1962)
- Joan Wasser, cantautrice, violinista e chitarrista statunitense (Biddeford, n. 1970)

## Cartografi(2)
- Joan Blaeu, cartografo e editore olandese (Alkmaar, n. 1596 - Amsterdam, † 1673)
- Joan Martines, cartografo e cosmografo italiano (Napoli, † 1591)

## Cestiste(1)
- Joan Crawford, ex cestista statunitense (Fort Smith, n. 1937)

## Cestisti(13)
- Joan Beringer, cestista francese (Sélestat, n. 2006)
- Carles Bivià, cestista spagnolo (Alginet, n. 1985)
- Joan Canals, cestista spagnolo (Badalona, n. 1928 - Badalona, † 2018)
- Joan Creus, ex cestista spagnolo (Ripollet, n. 1956)
- Joan Creus Custodio, ex cestista spagnolo (Granollers, n. 1992)
- Joan Dalmau, cestista spagnolo (Montgat, n. 1924 - † 2006)
- Joan Fa, ex cestista e dirigente sportivo spagnolo (Barcellona, n. 1943)
- Joan Ferrando, cestista spagnolo (Barcellona, n. 1923 - Barcellona, † 1995)
- Joan Filbá, cestista spagnolo (Mataró, n. 1955 - Barcellona, † 1981)
- Joan Martínez, ex cestista spagnolo (Mataró, n. 1945)
- Joan Pardina, cestista spagnolo (Barcellona, n. 1993)
- Joan Sastre, cestista spagnolo (Inca, n. 1991)
- Joan Tomàs, cestista spagnolo (Llucmajor, n. 1992)

## Ciclisti su strada(2)
- Joan Bou, ciclista su strada spagnolo (Valencia, n. 1997)
- Joan Horrach, ex ciclista su strada spagnolo (Deià, n. 1974)

## Compositori(1)
- Joan Ambrosio Dalza, compositore e liutista italiano (Milano - † 1508)

## Compositrici(2)
- Joan La Barbara, compositrice e cantante statunitense (Filadelfia, n. 1947)
- Joan Tower, compositrice, pianista e direttrice d'orchestra statunitense (New Rochelle, n. 1938)

## Costumiste(1)
- Joan Bridge, costumista britannica (Ripley, n. 1912 - Londra, † 2009)

## Crittografe(1)
- Joan Clarke, crittanalista e numismatica britannica (Londra, n. 1917 - Oxfordshire, † 1996)

## Crittografi(1)
- Joan Daemen, crittografo belga (Hamont-Achel, n. 1965)

## Danzatrici(1)
- Joan McCracken, ballerina e attrice statunitense (Filadelfia, n. 1917 - New York, † 1961)

## Danzatrici su ghiaccio(1)
- Joan Dewhirst, danzatrice su ghiaccio britannica (n. 1935 - Bramhall, † 2020)

## Dirigenti sportivi(3)
- Joan Laporta, dirigente sportivo e politico spagnolo (Barcellona, n. 1962)
- Joan Linares, dirigente sportivo e ex giocatore di calcio a 5 spagnolo (Barcellona, n. 1975)
- Aitor Osorio, dirigente sportivo e ex nuotatore andorrano (Escaldes-Engordany, n. 1975)

## Economiste(1)
- Joan Robinson, economista inglese (Surrey, n. 1903 - Cambridge, † 1983)

## Economisti(1)
- Joan Martinez Alier, economista spagnolo (Barcellona, n. 1939)

## Filologi(1)
- Joan Corominas, filologo spagnolo (Barcellona, n. 1905 - Pineda de Mar, † 1997)

## Fotografe(1)
- Joan Marcus, fotografa statunitense (Pittsburgh, n. 1953)

## Fotografi(1)
- Joan Fontcuberta, fotografo, docente e saggista spagnolo (Barcellona, n. 1955)

## Gesuiti(2)
- Joan Antonio Cumis, gesuita italiano (Catanzaro, n. 1537 - Lima, † 1618)
- Joan Anello Oliva, gesuita e scrittore italiano (Napoli, n. 1574 - Lima, † 1642)

## Giocatori di calcio a 5(1)
- Joan dos Santos Nunes, ex giocatore di calcio a 5 brasiliano (Natal, n. 1976)

## Giocatrici di curling(1)
- Joan McCusker, giocatrice di curling canadese (Yorkton, n. 1965)

## Giornaliste(3)
- Joan Didion, giornalista, scrittrice e saggista statunitense (Sacramento, n. 1934 - New York, † 2021)
- Joan Haslip, giornalista e scrittrice britannica (Londra, n. 1912 - Bellosguardo, † 1994)
- Joan Lunden, giornalista e scrittrice statunitense (Fair Oaks, n. 1950)

## Hockeisti su pista(1)
- Joan Galbàs, hockeista su pista spagnolo (Barcellona, n. 1997)

## Illustratori(1)
- Joan Cornellà, illustratore e fumettista spagnolo (Barcellona, n. 1981)

## Imprenditori(1)
- Joan Gaspart, imprenditore e dirigente sportivo spagnolo (Barcellona, n. 1944)

## Insegnanti(1)
- Joan Trayter, docente e dirigente sportivo spagnolo (Figueres, n. 1926 - Barcellona, † 2017)

## Lunghisti(1)
- Joan Lino Martínez, ex lunghista e velocista cubano (L'Avana, n. 1978)

## Maratonete(1)
- Joan Benoit, ex maratoneta statunitense (Cape Elizabeth, n. 1957)

## Mezzofondiste(1)
- Joan Chelimo Melly, mezzofondista keniota (n. 1990)

## Modelle(4)
- Joanie Dodds, modella statunitense (Beaver Falls, n. 1981)
- Joan Severance, supermodella e attrice statunitense (Houston, n. 1958)
- Joan Smalls, supermodella portoricana (Porto Rico, n. 1988)
- Joan Whelan, modella statunitense (New York, n. 1930 - Roma, † 2020)

## Musicologhe(1)
- Joan Peyser, musicologa e scrittrice statunitense (Manhattan, n. 1930 - Manhattan, † 2011)

## Nobildonne(1)
- Joan Fitzgerald, nobildonna irlandese (Kinsale - † 1565)

## Nobili(3)
- Joan Beaufort, contessa di Westmorland, nobile inglese (Champagne - Howden, † 1440)
- Joan FitzAlan, nobile britannica (Castello di Arundel, n. 1347 - † 1419)
- Joan Holland, nobile inglese (n. 1350 - † 1384)

## Nuotatori(1)
- Joan Lluís Pons, nuotatore spagnolo (Sóller, n. 1996)

## Nuotatrici(5)
- Jody Alderson, nuotatrice statunitense (Chicago, n. 1935 - Stuart, † 2021)
- Joan Harrison, nuotatrice sudafricana (East London, n. 1935 - † 2025)
- Joan Pennington, ex nuotatrice statunitense (n. 1960)
- Joan Rosazza, ex nuotatrice statunitense (Torrington, n. 1937)
- Joan Spillane, ex nuotatrice statunitense (Glen Ridge, n. 1943)

## Pallamanisti(1)
- Joan Cañellas, ex pallamanista spagnolo (Santa Maria de Palautordera, n. 1986)

## Pilote automobilistiche(1)
- Joan Richmond, pilota automobilistica australiana (Cooma, n. 1905 - † 1999)

## Piloti motociclistici(4)
- Joan Barreda, pilota motociclistico spagnolo (Castellón de la Plana, n. 1983)
- Joan Lascorz, pilota motociclistico spagnolo (Barcellona, n. 1985)
- Joan Mir, pilota motociclistico spagnolo (Palma di Maiorca, n. 1997)
- Joan Olivé, pilota motociclistico spagnolo (Tarragona, n. 1984)

## Pistard(1)
- Joan Llaneras, ex pistard e ciclista su strada spagnolo (Porreres, n. 1969)

## Pittori(6)
- Joan Castejón, pittore spagnolo (Elche, n. 1945)
- Joan Comas Pausas, pittore, mercante e architetto spagnolo (Vilafranca del Penedès, n. 1913 - Vilafranca del Penedès, † 2009)
- Joan Fuster Bonnin, pittore spagnolo (Palma di Maiorca, n. 1870 - † 1943)
- Joan Miró, pittore, scultore e ceramista spagnolo (Barcellona, n. 1893 - Palma di Maiorca, † 1983)
- Joan Tuset Suau, pittore e scultore spagnolo (L'Arboç, n. 1957)
- Joan Vila i Grau, pittore e vetraio spagnolo (Barcellona, n. 1932 - Barcellona, † 2022)

## Pittrici(2)
- Joan Carlile, pittrice britannica (Londra - Londra, † 1679)
- Joan Mitchell, pittrice statunitense (Chicago, n. 1925 - Parigi, † 1992)

## Poeti(5)
- Joan Alcover, poeta, saggista e politico spagnolo (Palma di Maiorca, n. 1854 - † 1926)
- Joan Brossa, poeta, drammaturgo e artista spagnolo (Barcellona, n. 1919 - Barcellona, † 1998)
- Joan Margarit i Consarnau, poeta e architetto spagnolo (Sanaüja, n. 1938 - Sant Just Desvern, † 2021)
- Joan Oliver i Sallarès, poeta, drammaturgo e giornalista spagnolo (Sabadell, n. 1899 - Barcellona, † 1986)
- Joan Salvat Papasseit, poeta spagnolo (Barcellona, n. 1894 - Barcellona, † 1924)

## Politiche(4)
- Joan Burton, politica irlandese (Stoneybatter, n. 1949)
- Joan Finney, politica statunitense (Topeka, n. 1925 - Topeka, † 2001)
- Joan Hanham, politica britannica (n. 1939 - † 2025)
- Joan Kelly Horn, politica statunitense (Saint Louis, n. 1936)

## Politici(6)
- Joan Clos, politico e ambasciatore spagnolo (Parets del Vallès, n. 1949)
- Joan Derk van der Capellen tot den Pol, politico olandese (Tiel, n. 1741 - Zwolle, † 1781)
- Joan Cornelis van der Hoop, politico olandese (L'Aia, n. 1742 - L'Aia, † 1825)
- Joan Ribó i Canut, politico spagnolo (Manresa, n. 1947)
- Joan Rigol, politico spagnolo (Torrelles de Llobregat, n. 1943 - Barcellona, † 2024)
- Joan Röell, politico e avvocato olandese (Haarlem, n. 1844 - L'Aia, † 1914)

## Presbiteri(3)
- Joan Botam, presbitero e teologo spagnolo (Les Borges Blanques, n. 1926 - Barcellona, † 2023)
- Joan Pau Pujol, presbitero, compositore e organista spagnolo (Barcellona, n. 1573 - Barcellona, † 1626)
- Joan Baptista Torelló, presbitero, teologo e psichiatra spagnolo (Barcellona, n. 1920 - Vienna, † 2011)

## Produttrici televisive(1)
- Joan Ganz Cooney, produttrice televisiva statunitense (Phoenix, n. 1929)

## Registe(1)
- Joan Littlewood, regista e regista teatrale britannica (Londra, n. 1914 - Londra, † 2002)

## Sceneggiatrici(1)
- Joan Harrison, sceneggiatrice, produttrice cinematografica e produttrice televisiva britannica (Guildford, n. 1907 - Londra, † 1994)

## Sciatori alpini(1)
- Joan Verdú, sciatore alpino andorrano (Andorra la Vella, n. 1995)

## Sciatrici alpine(1)
- Joan Hannah, ex sciatrice alpina statunitense (Boston, n. 1939)

## Scrittori(6)
- Joan Francés Blanc, scrittore e giornalista francese (Agen, n. 1961)
- Joan Carreras i Goicoechea, scrittore, giornalista e sceneggiatore spagnolo (Barcellona, n. 1962)
- Joan Fuster, scrittore spagnolo (Sueca, n. 1922 - Sueca, † 1992)
- Joan Maragall, scrittore spagnolo (Barcellona, n. 1860 - Barcellona, † 1911)
- Joan Francesc Mira i Casterà, scrittore, antropologo e sociologo spagnolo (Valencia, n. 1939)
- Joan Sales, romanziere, poeta e traduttore spagnolo (Barcellona, n. 1912 - Barcellona, † 1983)

## Scrittrici(10)
- Joan Aiken, scrittrice britannica (Rye, n. 1924 - Petworth, † 2004)
- Joan Brady, scrittrice e ballerina statunitense (San Francisco, n. 1939 - Oxford, † 2024)
- Joan Chase, scrittrice statunitense (Wooster, n. 1936 - Needham, † 2018)
- Joan Fleming, scrittrice britannica (Horwich, n. 1908 - Londra, † 1980)
- Joan Hess, scrittrice statunitense (Fayetteville, n. 1949 - Austin, † 2017)
- Joan Lindsay, scrittrice e commediografa australiana (St Kilda East, n. 1896 - Melbourne, † 1984)
- Joan London, scrittrice australiana (Perth, n. 1948)
- Joan Gale Robinson, scrittrice e illustratrice britannica (Gerrards Cross, n. 1910 - King's Lynn, † 1988)
- Joan Silber, scrittrice statunitense (Millburn, n. 1945)
- Joan Slonczewski, scrittrice statunitense (Hyde Park, n. 1956)

## Scrittrici di fantascienza(1)
- Joan D. Vinge, autrice di fantascienza statunitense (Baltimora, n. 1948)

## Scultori(3)
- Joan Flotats, scultore spagnolo (Manresa, n. 1847 - Barcellona, † 1917)
- Joan Matamala, scultore spagnolo (Gràcia, n. 1893 - Barcellona, † 1977)
- Joan Rebull, scultore spagnolo (Reus, n. 1899 - Barcellona, † 1981)

## Soprani(2)
- Joan Cross, soprano, regista teatrale e direttrice artistica britannica (Londra, n. 1900 - Aldeburgh, † 1993)
- Joan Sutherland, soprano australiano (Sydney, n. 1926 - Les Avants, † 2010)

## Storiche(1)
- Joan Wallach Scott, storica statunitense (Brooklyn, n. 1941)

## Supercentenari(1)
- Joan Riudavets Moll, supercentenario spagnolo (Es Migjorn Gran, n. 1889 - Es Migjorn Gran, † 2004)

## Taekwondoka(1)
- Joan Jorquera, taekwondoka spagnolo (n. 2000)

## Tenniste(6)
- Joan Fry, tennista britannica (Horsham, n. 1909 - Bromsgrove, † 1985)
- Joan Gibson, ex tennista australiana
- Joan Hartigan, tennista australiana (Sydney, n. 1912 - Sydney, † 2000)
- Joan Ridley, tennista britannica (Ipswich, n. 1903 - † 1983)
- Susan Partridge, tennista britannica (Wellington, n. 1930 - Neuilly-sur-Seine, † 1999)
- Joan Winch, tennista britannica (Ryde, n. 1870 - Beaumaris, † 1952)

## Trovatori(5)
- Johan Esteve de Bezers, trovatore francese
- Joan Lag, trovatore francese
- Joan Miralhas, trovatore francese
- Johanet d'Albusson, trovatore francese
- Joan de Castellnou, trovatore francese

## Violiniste(1)
- Joan Field, violinista statunitense (Long Branch, n. 1915 - Miami Beach, † 1988)

## Wrestler(1)
- Chyna, wrestler, culturista e attrice pornografica statunitense (Rochester, n. 1969 - Redondo Beach, † 2016)

## Zoologhe(1)
- Joan Beauchamp Procter, zoologa britannica (Londra, n. 1897 - Londra, † 1931)

## Senza attività specificata(1)
- Joan Dyngley